# Кастелбелфорте
Кастелбелфо̀рте (на италиански: Castelbelforte, на местен диалект: Castel, Кастел) е малко градче и община в Северна Италия, провинция Мантуа, регион Ломбардия. Разположено е на 27 m надморска височина. Населението на общината е 3210 души (към 2014 г.).